# Rozdzielczość ekranu

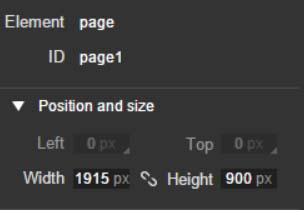
Szerokość i wysokość wyrażona w liczbie pikseli tworzą rozdzielczość. W tym wypadku obraz tworzony na zdjęciu będzie miał szerokość 1915 pikseli i wysokość 900 pikseli, tworząc rozdzielczość 1915 × 900

Rozdzielczość ekranu – jeden z parametrów trybu wyświetlania, określający liczbę pikseli obrazu wyświetlanych na ekranie w bieżącym trybie pracy monitora komputerowego, telewizora lub innego wyświetlacza, którego obraz budowany jest z pikseli. Rozdzielczość wyraża się w postaci liczby pikseli w poziomie i w pionie. Rozdzielczość w poziomie składa się z pionowych linii, natomiast w pionie z poziomych linii.
Rozdzielczość natywna urządzenia nie musi być identyczna z wyświetlaną. W większości urządzeń bieżący tryb wyświetlania można zmieniać skokowo wewnątrz określonego zakresu, którego granice, jak i poszczególne dostępne rozdzielczości, powiązane są z budową urządzenia wyświetlającego, budową karty graficznej, wielkością pamięci na tej karcie oraz oprogramowaniem (sterownik karty, system operacyjny).
Może to wywołać zmiany w wyglądzie obrazu spowodowane tym, że stałe elementy interfejsu systemu operacyjnego, takie jak ramki, ikonki itp., mają stałą wielkość w pikselach.
Dla telewizorów analogowych rozdzielczość jest związana z przepustowością sygnału luminancji i jest określany w „liniach” jako największa liczba naprzemiennych białych i czarnych pionowych pasków, które mogą być wyświetlone wszerz ekranu bez nakładania się na siebie. Czasami linie są liczone na szerokości równej wysokości obrazu zamiast na całej szerokości. To powoduje powstanie dwóch miar rozdzielczości poziomej, co może powodować nieporozumienia. Rozdzielczość pionowa, podobnie jak w urządzeniach cyfrowych, jest liczbą poziomych linii na obrazie.
Dla telewizji cyfrowej i HDTV, typowe rozdzielczości pionowe interpolowane to: 480i, 576i, 1080i oraz progresywne to: 480p, 576p, 720p, 1080p, 2160p oraz 4320p linii.
W profesjonalnych zastosowaniach kinowych używane są częściej rozdzielczości typu 2K 16:9 (2048×1152), 2K 2:1 (2048×1024), 3K 16:9 (3072×1728), 3K 2:1 (3072×1536), 4K 16:9 (4096×2304), 4K 2:1 (4096×2048), 8K 16:9 (8192×4608), 8K 2:1 (8192×4096) itd.

## Historia standardów rozdzielczości
W latach 80. XX wieku standardową rozdzielczością wyświetlacza komputerowego była 320×200 (CGA). Wypuszczona w 1987 roku karta (VGA) na całą dekadę 1987–1997 ustanowiła podwójny standard rozdzielczości: 320×200 do gier (ponieważ umożliwiała uzyskanie 256 kolorów) oraz 640×480 (w zaledwie 16 kolorach) do zastosowań biurowych. Wyższe rozdzielczości, takie jak 800×600 czy 1024×768 były wówczas praktycznie nieużywane ze względu na brak powszechnie przestrzeganych standardów (wyższe rozdzielczości w karcie każdego producenta programowało się inaczej).
Wzrost popularności systemów Windows 95 i Windows 98 (w których sterownik karty graficznej instalowało się do całego systemu operacyjnego, a nie jak poprzednio do konkretnego programu) spowodował, iż począwszy od końca lat 90. XX wieku, standardową rozdzielczością stała się 1024×768. Windows XP zostało zaprojektowane do pracy w rozdzielczości co najmniej 800×600 (ale jest możliwa praca w trybie 640×480). Monitory CRT pracowały z typowymi rozdzielczościami 1024×768 (XGA/XVGA, eXtended, czyli rozszerzona), 1280×1024 (SXGA) oraz 1600×1200 (UXGA, Ultra-eXtended). W niektórych zastosowaniach np. do programów CAD używano rozdzielczości 2560×1600 (WQXGA) lub wyższych.
Wczesne panoramiczne monitory pracowały z rozdzielczościami 1280×800 (WXGA), 1680×1050 (WSXGA+), 1920×1200 (WUXGA) i 1440×900. Telewizory obsługujące rozdzielczość 720p (HD Ready) były wyposażone w ekrany o rozdzielczościach 1366×768, 1280×720 lub 1024×720 linii (poziomych × pionowych).
Pod koniec pierwszej dekady XXI w. wzrastała popularność monitorów o telewizyjnych proporcjach 16:9, tzn. o rozdzielczościach 1366×768, 1600×900 oraz 1920×1080 (Full HD).

## Standardy i ich rodzaje

Standardowe rozdzielczości ekranowe

| Standardy dla komputerów       | Rozdzielczość (proporcje) |
| ------------------------------ | ------------------------- |
| QVGA                           | 320×240 (4:3)             |
| HVGA                           | 480×320 (3:2)             |
| VGA                            | 640×480 (4:3)             |
| WVGA                           | 800×480 (5:3)             |
| SVGA                           | 800×600 (4:3)             |
| XGA                            | 1024×768 (4:3)            |
| HDTV 720p                      | 1280×720 (16:9)           |
| HDTV                           | 1366×768 (16:9)           |
| WXGA                           | 1280×800 (16:10)          |
| WXGA+                          | 1440×900 (16:10)          |
| SXGA                           | 1280×1024 (5:4)           |
| WSXGA                          | 1600×1024 (16:10)         |
| SXGA+                          | 1400×1050 (4:3)           |
| WSVGA                          | 1024×600 (16:9)           |
| WSXGA+                         | 1680×1050 (16:10)         |
| UXGA                           | 1600×1200 (4:3)           |
| HD+                            | 1600×900 (16:9)           |
| HDTV 1080p                     | 1920×1080 (16:9)          |
| WUXGA                          | 1920×1200 (16:10)         |
| QWXGA                          | 2048×1152 (16:9)          |
| QXGA                           | 2048×1536 (4:3)           |
| Cinema TV                      | 2560×1080 (21:9)          |
| WQHD                           | 2560×1440 (16:9)          |
| WQXGA                          | 2560×1600 (16:10)         |
| QSXGA                          | 2560×2048 (5:4)           |
| Zastosowania profesjonalne     | Rozdzielczość             |
| 2K                             | 2048×1152 (16:9)          |
| 2K                             | 2048×1024 (2:1)           |
| 3K                             | 3072×1728 (16:9)          |
| 3K                             | 3072×1536 (2:1)           |
| 4K                             | 4096×2304 (16:9)          |
| 4K                             | 4096×2048 (2:1)           |
| 8K                             | 8192×4608 (16:9)          |
| 8K                             | 8192×4096 (2:1)           |
| 16K                            | 16384x9216 (16:9)         |
| 16K                            | 16384x8192 (2:1)          |
| Standardy telewizji analogowej | Rozdzielczość             |
| PAL                            | 720×576                   |
| PAL VHS                        | 360×576 (przybliżona)     |
| NTSC                           | 640×482                   |
| NTSC VHS                       | 320×482 (przybliżona)     |
| Standardy telewizji cyfrowej   | Rozdzielczość             |
| NTSC (preferowany format)      | 648×486                   |
| D-1 NTSC                       | 720×486                   |
| D-1 NTSC (piksele kwadratowe)  | 720×540                   |
| PAL                            | 720×486                   |
| D-1 PAL                        | 720×576                   |
| D-1 PAL (piksele kwadratowe)   | 768×576                   |
| HDTV 720p                      | 1280×720                  |
| HDTV 1080i/1080p               | 1920×1080                 |
| Ultra HD                       | 3840×2160                 |
| UHDTV                          | 7680×4320                 |
| Standardy dla filmu cyfrowego  | Rozdzielczość             |
| Standard Akademii Filmowej     | 2048×1536                 |
| Blu-ray 4K UHD                 | 3840×2160                 |
| Blu-ray HD DVD                 | 1280×720 i 1920×1080      |
| DVD                            | 720×576 i 720×480         |
| Laserdisc                      | 560×360                   |
| Video CD                       | 352×288 i 352×240         |